# Ochrona krajobrazowa
Ochrona krajobrazowa – forma ochrony części terenu parku narodowego lub rezerwatu przyrody, polegająca na zachowaniu cech charakterystycznych danego krajobrazu, dopuszczająca ograniczone użytkowanie gospodarcze terenu poprzez prowadzenie gospodarki rolnej, leśnej lub rybackiej w sposób uwzględniający potrzeby przedmiotu ochrony i użytkowanie terenów służących obsłudze realizacji celów ochronnych terenu, a także ruch turystyczny. Przy gospodarczym wykorzystaniu takiego terenu nie obowiązują zakazy obowiązujące normalnie w parku lub rezerwacie.
Stopień inwestycji winien być tu zróżnicowany w zależności od stopnia odkształcenia środowiska, generalną zasadą jest wspomaganie i właściwe ukierunkowanie procesów odtworzeniowych. W strefie ochronnej ruch turystyczny (pieszy, rowerowy, a także wykorzystanie szlaków wodnych) prowadzony jest wyłącznie po wyznaczonych szlakach turystycznych wraz z zagospodarowaniem miejsc odpoczynku oraz obsługi tego ruchu w określonych punktach.